# مرگ یزدگرد
مرگِ یزدگرد [مجلسِ شاه‌کُشی] نمایشنامه‌ای تاریخی از بهرام بیضایی است دربارهٔ مرگِ یزدگردِ سوّم، نوشته به سالِ ۱۳۵۸، که نخستین بار پاییزِ همین سال در تئاترِ شهرِ تهران به کارگردانیِ نویسنده به نمایش درآمد. سالِ ۱۳۶۰ بیضایی فیلمی هم از این نمایشنامه ساخت.

## داستان
«... پس یزدگرد به سوی مرو گریخت و به آسیابی درآمد. آسیابان او را در خواب به طمع زر و مال بکشت…»
— تاریخ!

– نوشتهٔ نخستین صفحهٔ نمایشنامه و نخستین صحنهٔ فیلم، یادآورِ بخشِ مربوط از تاریخِ طبری (حدودِ ۳۰۰ هجریِ قمری)
نمایشنامه برگرفته از سرگذشتِ یزدگردِ سوّم است که از جنگِ مسلمانان به مرو می‌گریزد و در آسیابی پناه می‌گیرد. داستان از زبانِ آسیابان و زنِ آسیابان و دخترشان بیان می‌شود و همه روایت‌ها با هم تفاوت دارد.
موبد و سرکرده و سردارِ سپاهِ یزدگردِ سوّم در آسیابی نزدیکِ مرو گرد می‌آیند تا آسیابان (و زن و دخترش) را به جُرمِ کُشتنِ پادشاه محاکمه کنند. روایت‌های آسیابان و همسر و دخترش با هم نمی‌خواند: یکی می‌گوید پادشاه را به خاطرِ تجاوز به همسرش کشته، دیگری می‌گوید جسدی که با جامهٔ پادشاه بر میانهٔ آسیاب افتاده آسیابان است که به دستِ پادشاه کشته شده تا همه باور کنند که پادشاه مرده است. بیرون از آسیاب سپاهِ شاه با اعرابِ مسلمان در جنگ و گریز است. داوری که به پایان می‌رسد و صاحب‌منصبان حکم بر برائتِ آسیابان و خانواده‌اش می‌دهند، سربازی خبر از سررسیدنِ اعراب می‌آورد. همسرِ آسیابان می‌گوید که داوری به پایان نرسیده است و اینک داورانِ اصلی، با درفش‌های سیاه، از راه می‌رسند:
«شما را که درفش سپید بود، این بود داوری! تا رای درفش سیاه آنان چه باشد!»

## متن
. . . زبان در خور معنای مهیب انقراض یک دوره از تاریخ و یا دوره‌های انقراضی است، فخامت زبان از عهدهٔ مهابت مرگ تاریخی برمی‌آید. آهنگ چنین زبانی از صلب تاریخ چکیده و از رحم مرگ زاییده‌است. . . .

رضا براهنی، ۱۱ مهرِ ۱۳۶۹
بیضایی این نمایشنامه را سالِ ۱۳۵۸ نوشت. متنش نخستین بار در شمارهٔ ۱۵ کتاب جمعه (۲۴ آبانِ ۱۳۵۸) و بعد در سالِ ۱۳۵۹ توسّطِ انتشاراتِ روزبهان (تهران) به صورتِ کتاب منتشر شد. سپس‌تر چاپِ کتاب به انتشاراتِ روشنگران رسید.

### به دیگر زبان‌ها
این نمایشنامه بیش از یک بار به انگلیسی ترجمه شده‌است: ترجمهٔ منوچهر انور با نامِ Death of Yazdgerd در تهران و سان فرانسیسکو چاپ شده‌است و ترجمهٔ انگلیسیِ دیگری به قلمِ سهیل پارسا و برایان کویرت و پیتر فاربریج به نامِ The Death of the King در کانادا در کتابِ Stories from the Rains of Love and Death: Four Plays from Iran. ترجمه‌های دیگری هم به زبان‌های دیگر، از جمله بنگالی (کارِ سودیپتو چاترجی) و آلمانی (کارِ نیلوفر بیضایی)، و فرانسوی از مرگ یزدگرد هست که اغلب برای نمایش تهیه شده‌است.

## نمایش
بهرام بیضایی را با اجرای مرگ یزدگرد در اوج دیدم.

حمید سمندریان
مرگ یزدگرد نخستین بار از ۱ مهر تا ۲۰ آبانِ ۱۳۵۸ به کارگردانیِ بیضایی در تالارِ چهارسوی تئاترِ شهرِ تهران اجرا شد.

### عوامل
| نام            | نقش     |
| -------------- | ------- |
| سوسن تسلیمی    | زن      |
| مهدی هاشمی     | آسیابان |
| یاسمن آرامی    | دختر    |
| امین تارخ      | سردار   |
| محمود بهروزیان | موبد    |
| کریم اکبری     | سرکرده  |
| یعقوب شکوری    | سرباز   |

- طرّاح: بهرام بیضایی
- اجرای طرح: ایرج رامین‌فر
- خیّاطی: نینا فرجادی
- لباس، وسایل: حمید تحسینی
- تدارکات: اسدالله فلاحتی‌نژاد
- مدیرِ صحنه: شهداد دخانی
- عکسِ برنوشت: عزیز ساعتی
- عکس: جواد رستمی
- تهیه و کارگردانی − پوشاک و پس‌آرایی: بهرام بیضایی
- چهره‌پرداز: جلال‌الدّین معیّریان
- صدابرداری سرِ صحنه: احمد امیری، بهمن حیدری

نخست قرار بود نقشِ زنِ آسیابان را فخری خوروش بازی کند و نقشِ دختر را سوسن تسلیمی و نقشِ آسیابان را اکبر زنجانپور.

روی جلدِ چاپِ هفتم

پوسترِ اجرایی از مرگ یزدگرد به کارگردانیِ کوروش ولیدی

پس از اجرای بیضایی نیز این نمایشنامه نمایش‌های فراوانی به زبان‌های گوناگون داشته‌است: از هند تا مدرسهٔ درامِ ییل. مثلاً در سالِ ۱۳۷۰ در دهمین جشنوارهٔ تئاترِ فجر مرگ یزدگرد به کارگردانیِ گلاب آدینه بر صحنه رفت. و گروهِ وان‌لایت این نمایشنامه را به سالِ ۲۰۰۵ میلادی در کانادا نمایش داد.

## فیلم
بیضایی سالِ ۱۳۶۰ این نمایشنامه را با همان بازیگرانِ نمایشِ ۱۳۵۸ (به استثنای یعقوب شکوری، که به جایش علیرضا خمسه آمد) به فیلم درآورد.

## نقد و نظر
نویسنده نمایشنامه، ظاهراً بازگوکننده تفکر روشنفکرانی است که بر اساس مشاهده «واقعیت» چنان که هست، بر آنند که طبقه زحمتکش در ایران هنوز به آن مرحله از آگاهی نرسیده است که خود را «مامای» تاریخ بداند.

غفّار حسینی، آبانِ ۱۳۵۸
بعضِ ناقدان نوعِ روایتگری در مرگ یزدگرد و استفاده از قضاوت‌های گوناگون دربارهٔ یک رویداد را متأثّر از فیلمِ راشومون (۱۹۵۰ میلادی) دانسته‌اند.
کنایه‌های احتمالیِ بیضایی با ویلیام شکسپیر (آنجا که سخن از خوردنِ اسبِ شاه است) و کارل مارکس (آنجا که می‌گوید آسیابان دایه و ماما نیست) در این نمایشنامه از زمانِ نخستین نمایش شناخته بوده‌است.